# Torpédomet

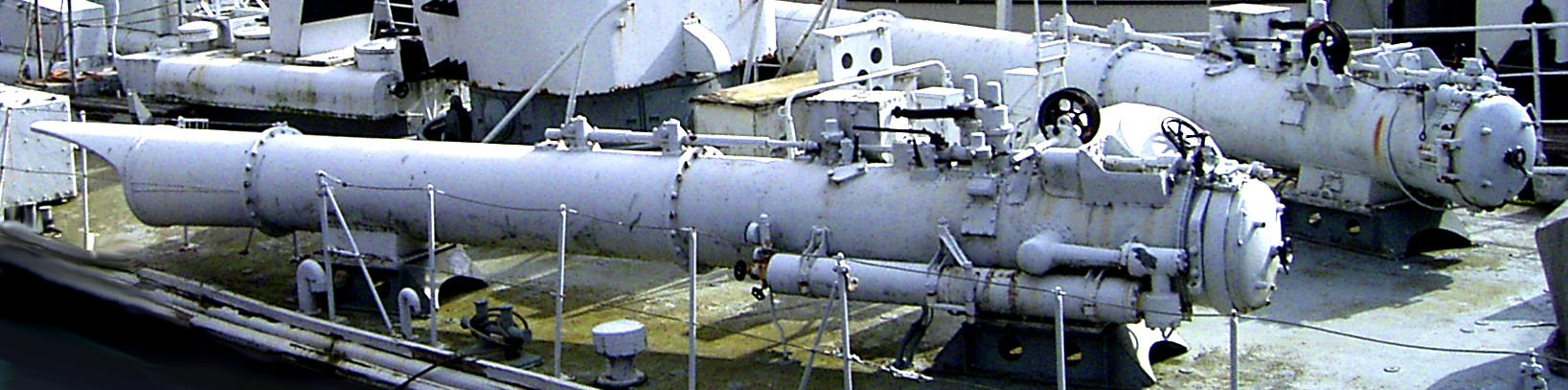
Dva jednohlavňové torpédomety na palubě německého torpédového člunu Kranich (třída Jaguar)

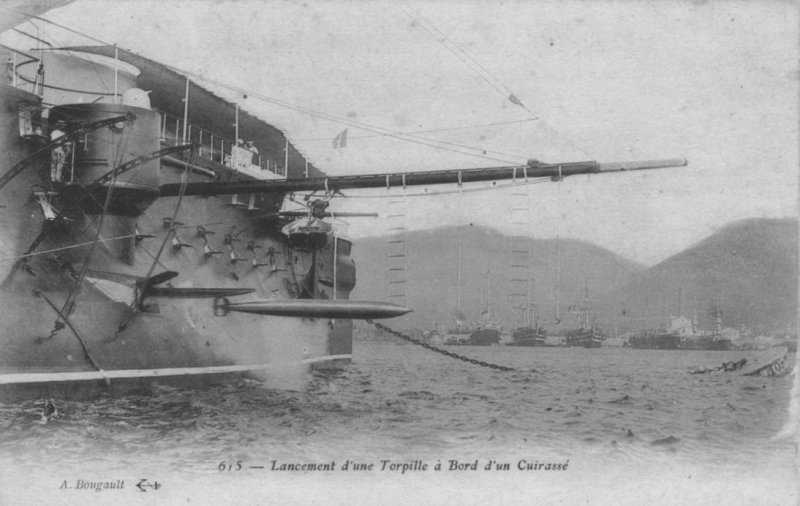
Torpédo vypuštěné z francouzské bitevní lodi

Torpédomet je zařízení pro vypouštění torpéd v horizontálním směru. Zpravidla má podobu dutého válce, do něhož se umístí torpédo. Torpédomet je umístěn na válečném plavidle. Podle způsobu montáže lze rozlišit nadhladinový a podhladinový torpédomet. Zvláštním případem umístění (dnes už nepoužívaným) je torpédomet umístěný v pobřežní torpédové baterii.
Plavidlo si buďto může vézt náhradní torpéda a po výstřelu torpédomet znovu nabít, nebo je odkázáno na setkání se zásobovacím plavidlem či návrat do přístavu.

## Podhladinový torpédomet

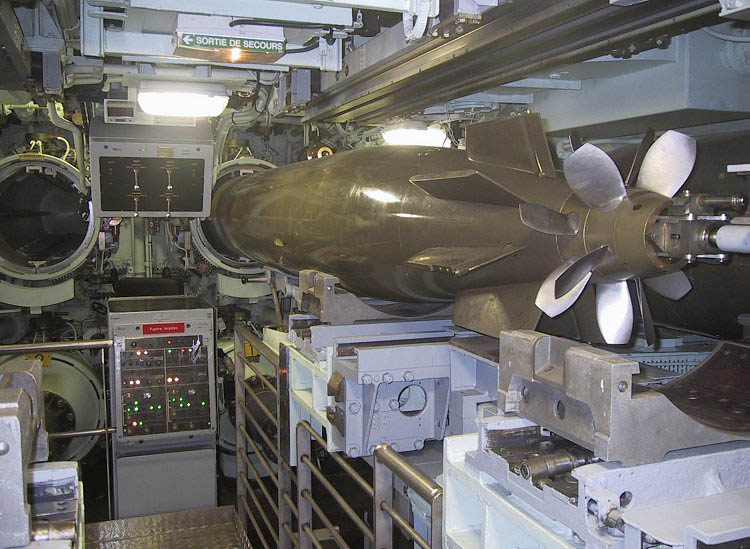
Torpédovna na francouzské ponorce Le Redoutable se čtyřmi torpédomety. Horní nalevo je otevřený, napravo je nabíjeno torpédo (L4 nebo L5).

Podhladinový torpédomet je určený k vypuštění torpéda pod hladinou. Před vypuštěním torpéda musí být torpédomet zaplaven a tak vyrovnán tlak v torpédometu s tlakem vody v dané hloubce. V současnosti se toto řešení používá zejména na ponorkách, ale dříve (např. ještě za 1. sv. války) byly podhladinovými torpédomety vybaveny i velké válečné lodě (např. německé bitevní křižníky měly čtyři 50cm torpédomety: po jednom na přídi a zádi a na bocích pod čarou ponoru). Podhladinový torpédomet je pevně uchycen a míří se celým plavidlem.
Podhladinové torpédomety ponorek mohou kromě různých druhů torpéd (neřízené, samonaváděcí, dálkově řízené) vypouštět i miny a protilodní či protizemní řízené střely. Například BGM-109 Tomahawk (při použití vypouštěcí kapsle), SM-39 Exocet, či UGM-84 Harpoon.
Na ponorkách bývaly torpédomety umístěny na přídi a někdy i na zádi. U moderních ponorek se torpédomety umisťují šikmo na bocích a příď je vyhrazena sonaru.

## Nadhladinový torpédomet

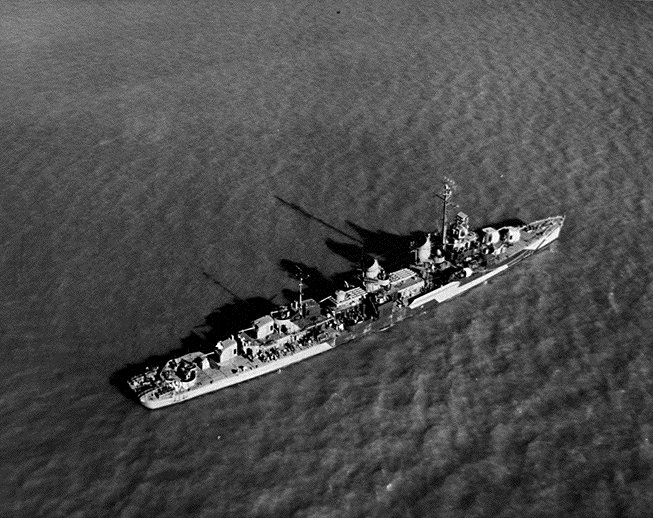
Americký torpédoborec USS Bullard (DD-660) nese dva pětihlavňové torpédomety: jeden mezi komíny a druhý za druhým komínem

Nadhladinový torpédomet je umístěn na palubě válečné lodi a torpédo je z něj vymrštěno tlakem stlačeného vzduchu. Torpédomet může být pevně uchycen a míří se pak celým plavidlem (např. německé S-booty), nebo může být montován jako otočný (ať už jedno- či vícehlavňový).
Do 2. sv. války byly torpédomety umístěny i na bitevních lodích i když zvyšující se dostřel děl hlavní ráže učinil nasazení torpéd z bitevních lodí nepravděpodobným. I u lehčích jednotek byly torpédomety demontovány, aby uvolnily místo například silnější protiletadlové výzbroji. Oba japonské torpédové křižníky Kitakami a Ói (přestavěné z lehkých křižníků v roce 1941) – každý nesl 40 torpédometů (10xIV) ráže 533 mm – byly v roce 1942 přestavěny na rychlé transportéry a torpédová výzbroj zredukována na 24 hlavní (6xIV).
Někdy je ale zvolen i jiný způsob vypuštění torpéda než torpédometem. Například italské torpédové čluny MAS nesly torpéda na palubě a před použitím je jednoduše shodily do vody vedle člunu. Sovětské torpédové čluny G-5 zase torpéda vypouštěly tak, že je spustily ze skluzavky na zádi člunu do brázdy za lodí. Ani letadla nepoužívají torpédomety, ale torpéda přímo shazují.